# 이흔렬
이흔렬(2006년 3월 11일 ~ )는 대한민국의 축구 선수로 포지션은 공격수이며 현재 K리그2 수원 삼성 블루윙즈 소속이다.